# Klickfrekvens
Klickfrekvens (CTR från engelska Click-through rate) är antalet klick som en sponsrad länk tar emot dividerat med antalet gånger den sponsrade länken har visats. CTR är således ett sätt att mäta hur väl en reklamkampanj på Internet lyckats fånga besökares intresse.